# آلیسون گونزالس
آلیسون گونزالس (انگلیسی: Alison González؛ زادهٔ ۳۱ ژانویهٔ ۲۰۰۲) بازیکن فوتبال اهل مکزیک است.
وی همچنین در تیم‌های ملی فوتبال Mexico women's national under-17 football team, Mexico women's national under-20 football team، و زنان مکزیک بازی کرده‌است.